# Китовая аллея
Китовая аллея — древнее эскимосское святилище на острове Итыгран (Чукотка), археологический комплекс, представляющий собой два ряда вкопанных в грунт огромных костей и черепов гренландских китов. Комплекс открыт в 1976 г. группой исследователей из Института этнографии АН СССР под руководством М. А. Членова. Аллея датируется XIV—XVI вв. н. э. и относится к позднему периоду древнеэскимосской культуры пунук, для основной фазы которой (VIII—X вв. н. э.) характерно обрамление погребений китовыми черепами.